# توربالی (آردانوچ)
توربالی (به ترکی استانبولی: Torbalı) یک منطقهٔ مسکونی در ترکیه است که در آردانوچ واقع شده‌است. توربالی ۳۹ نفر جمعیت دارد.